# Ivan Leshinsky
Ivan Leshinsky (in ebraico אייבן לישינסקי‎?; New York, 5 febbraio 1947) è un ex cestista statunitense naturalizzato israeliano.

## Carriera
Venne selezionato dai Boston Celtics al decimo giro del Draft NBA 1968 (130ª scelta assoluta), ma non giocò mai nella NBA.
Con Israele ha partecipato ai Campionati europei del 1969.

## Palmarès
- Campionato israeliano: 1

Hapoel Tel Aviv: 1968-69
- Coppa di Israele: 1

Hapoel Tel Aviv: 1968-69